# Massimo Coda
Massimo Coda (Cava de' Tirreni, 10 novembre 1988) è un calciatore italiano, attaccante della Sampdoria.

## Caratteristiche tecniche
Attaccante forte fisicamente e dotato di buona tecnica e senso del gol, è abile sulle palle alte ed è dotato di un tiro potente e preciso con il piede destro. Agisce prevalentemente da punta centrale.

## Carriera

### Club

#### Gli inizi
Cresciuto nella Cavese, la squadra della sua città, esordisce in Serie C2 nella stagione 2004-2005, all'età di 16 anni. Nella stagione successiva è in Svizzera, al Bellinzona, con cui gioca 21 partite nella Challenge League, la seconda serie elvetica. Nel 2006 torna in Italia per vestire la maglia della Cisco Roma, ancora in Serie C2, e nel 2007 passa al Treviso, in Serie B, dove non trova spazio; per questo motivo nel gennaio del 2008 viene ceduto al Crotone, in Serie C1. Resta in terza serie anche dopo il trasferimento alla Cremonese, dove rimane per tre stagioni.

#### Bologna e prestiti
Nel 2011 si accasa al Bologna, in Serie A. Senza presenze all'attivo, si trasferisce nel gennaio 2012 al Siracusa, in Lega Pro Prima Divisione. Nella stagione 2012-2013 gioca nel San Marino ancora in terza serie, segnando 10 reti. Nel 2013 passa a parametro zero al Parma, club di Serie A che lo presta al Gorica, nella massima serie slovena, dove disputa 33 partite con 18 gol all'attivo e vince la Coppa di Slovenia. A fine stagione è eletto migliore giocatore del campionato e viene inserito nella migliore formazione del torneo.

#### Parma e Salernitana
Nella stagione 2014-2015 è aggregato alla rosa del Parma ed esordisce in Serie A il 31 agosto 2014, nella gara contro il Cesena, gara terminata col risultato 1-0 per i romagnoli. Il 21 settembre segna la sua prima rete stagionale, contro il Chievo Verona, rete decisiva per la vittoria finale del Parma per 3-2. Durante la partita con l'Inter del 1º novembre, viene sostituito al 18º del primo tempo a causa di un infortunio al legamento crociato che lo terrà lontano dai campi per diversi mesi.
Rimasto svincolato a seguito del fallimento del Parma, il 29 agosto 2015 si lega alla Salernitana. Il bilancio della stagione 2015-2016 è positivo sul piano personale: oltre a una presenza in Coppa Italia, l'attaccante colleziona 40 presenze e segna 15 gol in Serie B e 2 reti nel doppio confronto dei play-out contro la Virtus Lanciano (1-4 e 1-0 i risultati che determinano la salvezza dei campani a e la retrocessione dei frentani in Lega Pro).

#### Benevento
Durante l'estate del 2017 firma per il Benevento, club appena promosso in Serie A. Al suo nome sono legate le prime vittorie dei sanniti in massima serie: il 30 dicembre realizza la rete del successo contro il Chievo, mentre una settimana dopo segna due gol contro la Sampdoria e fornisce un assist a Brignola, contribuendo al 3-2 finale. Nel campionato di Serie A 2017-2018, negativo per il Benevento, Coda segna 4 reti in 24 presenze. 
Nella stagione seguente l'attaccante realizza 21 gol in 34 partite del campionato di Serie B 2018-2019, risultando secondo nella classifica dei marcatori dietro ad Alfredo Donnarumma. A tali reti si somma una marcatura nei play-off, ma i sanniti non riescono a centrare la promozione in massima serie. Nel corso dell'annata, il 22 aprile 2019, Coda realizza la sua prima tripletta in carriera, nella partita Verona-Benevento (0-3).
Nel 2019-2020 disputa 29 partite di campionato, con 7 reti realizzate. Il 1º luglio 2020, a campionato in corso, non accetta il rinnovo di contratto offertogli dal club, terminando così la propria esperienza beneventana con 89 presenze e 33 gol in campionato (play-off compresi) e rimanendo svincolato.

#### Lecce
Il 26 agosto 2020 si accasa al Lecce. Esordisce con i salentini il 26 settembre, nella partita di Serie B pareggiata a reti inviolate in casa contro il Pordenone, e segna il suo primo gol in maglia leccese il 21 ottobre, nella partita pareggiata per 2-2 in casa contro la Cremonese. Nella gara del 21 novembre, vinta per 7-1 in casa contro la Reggiana, realizza la sua prima tripletta con la maglia dei salentini, andando a segno per la quinta gara consecutiva. Dalla ventisettesima alla trentesima giornata del campionato di Serie B 2020-2021 segna otto gol in quattro partite, con quattro doppiette consecutive: in Serie B le quattro marcature multiple in partite consecutive non accadevano dal 2016, quando a realizzare una simile impresa era stato Giampaolo Pazzini del Verona. Con 22 gol segnati in 36 partite si laurea capocannoniere della Serie B 2020-2021, contribuendo al raggiungimento dei play-off, da cui il Lecce viene eliminato in semifinale. 
Nella stagione seguente, realizzando una doppietta nel successo casalingo del 2 marzo 2022 contro l'Ascoli (3-1), stacca Pietro De Santis, issandosi in vetta alla classifica storica dei marcatori del club salentino in Serie B. Con il Lecce vince il campionato, guadagnando la promozione in Serie A, e, per la seconda annata consecutiva, si piazza in testa alla classifica dei marcatori (20 gol, cui si sommano i 2 in Coppa Italia), venendo inoltre eletto migliore giocatore del campionato cadetto dalla Lega Nazionale Professionisti B.

#### Genoa
Il 30 giugno 2022 si trasferisce al Genoa, in Serie B. Debutta l'8 agosto, andando in gol su calcio di rigore nella partita interna vinta per 3-2 contro il Benevento, valevole per i trentaduesimi di finale di Coppa Italia. Il 3 settembre segna la prima rete in campionato, sempre su calcio di rigore, nel pareggio casalingo col Parma per 3-3.  Il 22 ottobre, nella partita vinta per 2-1 in trasferta contro la Ternana, realizza la sua prima doppietta con la maglia del club ligure. A fine stagione totalizza 10 gol, contribuendo alla promozione dei liguri in Serie A.

#### Ritorno alla Cremonese e Sampdoria
Il 27 agosto 2023 fa ritorno alla Cremonese dopo 12 anni con la formula del prestito. Tre giorni dopo, nell'esordio con i grigiorossi, segna il gol della vittoria in casa della Ternana. In stagione segna 18 gol in 41 presenze, play-off compresi.
Il 12 luglio 2024 passa a titolo definitivo alla Sampdoria con cui firma un contratto biennale. Il 18 agosto va subito a segno nell'esordio in campionato nella partita in casa del Frosinone, pareggiata per 2-2. Il 4 maggio con il gol contro il Catanzaro è diventato il miglior marcatore della seconda serie del calcio italiano con 135 gol, alla pari del calciatore Stefan Schwoch.

## Controversie
Nel novembre del 2023, insieme a Gaetano Letizia, Francesco Forte e Christian Pastina, viene indagato dalla procura di Benevento per frode sportiva, scommesse su piattaforme illegali e riciclaggio.

## Statistiche

### Presenze e reti nei club
Statistiche aggiornate al 18 agosto 2025.
| Stagione           | Squadra            | Campionato         | Campionato | Campionato | Coppe nazionali | Coppe nazionali | Coppe nazionali | Coppe continentali | Coppe continentali | Coppe continentali | Altre coppe | Altre coppe | Altre coppe | Totale | Totale |
| Stagione           | Squadra            | Comp               | Pres       | Reti       | Comp            | Pres            | Reti            | Comp               | Pres               | Reti               | Comp        | Pres        | Reti        | Pres   | Reti   |
| ------------------ | ------------------ | ------------------ | ---------- | ---------- | --------------- | --------------- | --------------- | ------------------ | ------------------ | ------------------ | ----------- | ----------- | ----------- | ------ | ------ |
| 2004-2005          | Cavese             | C2                 | 2          | 0          | -               | -               | -               | -                  | -                  | -                  | -           | -           | -           | 2      | 0      |
| 2005-2006          | Bellinzona         | CL                 | 21         | 0          | CS              | 2               | 0               | -                  | -                  | -                  | -           | -           | -           | 23     | 0      |
| 2006-2007          | Cisco Roma         | C2                 | 8          | 0          | -               | -               | -               | -                  | -                  | -                  | -           | -           | -           | 8      | 0      |
| 2007-gen. 2008     | Treviso            | B                  | 0          | 0          | CI              | -               | -               | -                  | -                  | -                  | -           | -           | -           | 0      | 0      |
| gen.-giu. 2008     | Crotone            | C1                 | 2+2        | 0          | -               | -               | -               | -                  | -                  | -                  | -           | -           | -           | 4      | 0      |
| lug.-ago. 2008     | Bologna            | A                  | -          | -          | CI              | 1               | 0               | -                  | -                  | -                  | -           | -           | -           | 1      | 0      |
| 2008-2009          | Cremonese          | 1D                 | 21         | 6          | CI              | -               | -               | -                  | -                  | -                  | -           | -           | -           | 21     | 6      |
| 2009-2010          | Cremonese          | 1D                 | 29+1       | 10+0       | CI              | 3               | 0               | -                  | -                  | -                  | -           | -           | -           | 33     | 10     |
| 2010-2011          | Cremonese          | 1D                 | 31         | 8          | CI+CI-LP        | 2+0             | 0               | -                  | -                  | -                  | -           | -           | -           | 33     | 8      |
| 2011-gen. 2012     | Bologna            | A                  | -          | -          | CI              | 0               | 0               | -                  | -                  | -                  | -           | -           | -           | 0      | 0      |
| Totale Bologna     | Totale Bologna     | Totale Bologna     | 0          | 0          |                 | 1               | 0               |                    | -                  | -                  |             | -           | -           | 1      | 0      |
| gen.-giu. 2012     | Siracusa           | 1D                 | 14+1       | 2+0        | CI+CI-LP        | -               | -               | -                  | -                  | -                  | -           | -           | -           | 15     | 2      |
| set. 2012-2013     | San Marino         | 1D                 | 32         | 10         | CI+CI-LP        | -               | -               | -                  | -                  | -                  | -           | -           | -           | 32     | 10     |
| 2013-2014          | Gorica             | 1. SNL             | 33         | 18         | CS              | 3               | 0               | -                  | -                  | -                  | -           | -           | -           | 36     | 18     |
| 2014-2015          | Parma              | A                  | 18         | 2          | CI              | -               | -               | -                  | -                  | -                  | -           | -           | -           | 18     | 2      |
| 2015-2016          | Salernitana        | B                  | 40+2       | 15+2       | CI              | 1               | 0               | -                  | -                  | -                  | -           | -           | -           | 43     | 17     |
| 2016-2017          | Salernitana        | B                  | 40         | 16         | CI              | 2               | 0               | -                  | -                  | -                  | -           | -           | -           | 42     | 16     |
| Totale Salernitana | Totale Salernitana | Totale Salernitana | 80+2       | 31+2       |                 | 3               | 0               |                    | -                  | -                  |             | -           | -           | 85     | 33     |
| 2017-2018          | Benevento          | A                  | 24         | 4          | CI              | 1               | 0               | -                  | -                  | -                  | -           | -           | -           | 25     | 4      |
| 2018-2019          | Benevento          | B                  | 34+2       | 21+1       | CI              | 4               | 1               | -                  | -                  | -                  | -           | -           | -           | 40     | 23     |
| 2019-2020          | Benevento          | B                  | 29         | 7          | CI              | 1               | 0               | -                  | -                  | -                  | -           | -           | -           | 30     | 7      |
| Totale Benevento   | Totale Benevento   | Totale Benevento   | 87+2       | 32+1       |                 | 6               | 1               |                    | -                  | -                  |             | -           | -           | 95     | 34     |
| 2020-2021          | Lecce              | B                  | 36+2       | 22+0       | CI              | 2               | 0               | -                  | -                  | -                  | -           | -           | -           | 40     | 22     |
| 2021-2022          | Lecce              | B                  | 36         | 20         | CI              | 2               | 2               | -                  | -                  | -                  | -           | -           | -           | 38     | 22     |
| Totale Lecce       | Totale Lecce       | Totale Lecce       | 72+2       | 42         |                 | 4               | 2               |                    | -                  | -                  |             | -           | -           | 78     | 44     |
| 2022-2023          | Genoa              | B                  | 31         | 10         | CI              | 2               | 1               | -                  | -                  | -                  | -           | -           | -           | 33     | 11     |
| lug.-ago. 2023     | Genoa              | A                  | 0          | 0          | CI              | 1               | 0               | -                  | -                  | -                  | -           | -           | -           | 1      | 0      |
| Totale Genoa       | Totale Genoa       | Totale Genoa       | 31         | 10         |                 | 3               | 1               |                    | -                  | -                  |             | -           | -           | 34     | 11     |
| 2023-2024          | Cremonese          | B                  | 35+4       | 16+1       | CI              | 2               | 1               |                    | -                  | -                  |             | -           | -           | 41     | 18     |
| Totale Cremonese   | Totale Cremonese   | Totale Cremonese   | 116+5      | 40+1       |                 | 7               | 1               |                    | -                  | -                  |             | -           | -           | 128    | 42     |
| 2024-2025          | Sampdoria          | B                  | 33+2       | 8+1        | CI              | 2               | 0               |                    | -                  | -                  |             | -           | -           | 37     | 9      |
| 2025-2026          | Sampdoria          | B                  | 0          | 0          | CI              | 1               | 0               | -                  | -                  | -                  | -           | -           | -           | 1      | 0      |
| Totale Sampdoria   | Totale Sampdoria   | Totale Sampdoria   | 33+2       | 8+1        |                 | 3               | 0               |                    | -                  | -                  |             | -           | -           | 38     | 9      |
| Totale carriera    | Totale carriera    | Totale carriera    | 549+16     | 195+5      |                 | 32              | 5               |                    | -                  | -                  |             | -           | -           | 597    | 205    |

## Palmarès

### Club
- Coppa di Slovenia: 1

Gorica: 2013-2014
- Campionato italiano di Serie B: 2

Benevento: 2019-2020
Lecce: 2021-2022

### Individuale
- Capocannoniere della Serie B: 2

2020-2021 (22 gol), 2021-2022 (20 gol)